# 紀嘉文
紀嘉文（英語：Gi Ka-man，1984年1月25日—）是香港一名中长跑及长跑運動員及運動教練，是10000米赛跑、半程馬拉松及馬拉松的前香港紀錄保持者。

## 簡歷
紀嘉文早年在元朗錦綉花園成長，父母在錦綉花園開設士多，自小身體孱弱，患有哮喘及過敏症等疾病，而且左眼經常發炎。紀嘉文就讀港澳信義會黃陳淑英紀念學校，後來因為不喜歡理科而放棄升讀預科。就讀中華基督教會基朗中學三年級暑假期間，他希望為自己尋找興趣繼而打發時間，在朋友邀請下參加元朗區長跑訓練班，後來相繼成為學校的田徑及籃球隊隊員。講求紀律與質素的運動訓練令紀嘉文對自己的生活從此有了規律及束限，於17歲參加「國際金一哩賽」取得第三名，和亞軍陳家豪結成好友，獲邀加入所屬屈臣氏田徑會接受正規訓練，其後於2003年開始更入選香港田徑代表隊，代表香港出戰多項大型賽事，包括東亞運動會等等
入選香港田徑代表隊同年，他轉讀香港專業教育學院柴灣分校，翌年在中華基督教會譚李麗芬紀念中學擔任教學助理，直到2006年重返校園，修讀運動及康樂學副學士，其後在香港浸會大學升讀體育及康樂管理系學士課程，於2011年畢業後開設「跑手堂」擔任跑步教練。
2012年12月，逾300名參賽者挑戰香港最高地標──環球貿易廣場，從8樓平台攀越2,120級樓梯登上位處100樓的天際100香港觀景台，剛奪得澳門跑樓梯比賽七連冠的紀嘉文最終以13分20秒時間完成賽事，比較第二名差距逾兩分鐘，奪得男子組冠軍。
2012年12月adidas在青衣運動場舉辦備戰馬拉松Urban Run活動，聘請紀嘉文開課，為數十位準備參加香港長跑賽事的公眾提供訓練。
2017年10月，紀嘉文在首次舉行的港島10公里賽，最後以32分46秒的成績贏得男子壯年組冠軍和全場男子總冠軍。他在賽後表示：「自己年紀大了，有點力不從心，捱住回來，希望稍後年輕的都可追過我。」
2018年1月，紀嘉文事隔15年再戰渣打香港馬拉松10公里比賽，最後以32分04秒的成績第三名衝線。
2019年，紀嘉文開始為興趣兼職駕駛的士。直至2020年3月底，因2019冠狀病毒病香港疫情，學校停課、運動場關閉，加上「限聚令」，教練工作收入大減，令駕駛的士成為他的主要收入
。
2020年12月，紀嘉文於疫症下繼續積極訓練，並連續備戰超過365天，一年間長跑練習超過6700公里。
2021年12月，三十七歲的紀嘉文遠赴西班牙出戰華倫西亞馬拉松，跑出2小時19分48秒，打破香港男子馬拉松紀錄。
2023年2月，紀嘉文以三十九歲高齡再戰渣打香港馬拉松全程馬拉松比賽，最終以2小時24分45秒首次贏得本地跑手冠軍，並打破本地跑手賽事最快紀錄。
2024年1月，紀嘉文原計畫以港隊代表身份參加渣打馬拉松同場舉行的亞洲馬拉松錦標賽作為退役戰。惟在比賽前夕，紀嘉文在社交媒體宣布，因為早前練習時腹痛問題未能根治，加上在醫生勸告下，決定退出比賽。

## 成績
- 4×1,500米接力賽跑前香港紀錄保持者（16:55.28，接力隊友包括劉德龍、譚浩恩和文少杰，於2009年5月3日創下）[1]；
- 渣打馬拉松
  - 10公里青年組冠軍：2002年、2003年[15]；
  - 半馬拉松壯年組亞軍：2009年[16]、2011年[17]、2021年[18]；
  - 半馬拉松壯年組及全場總冠軍：2012年[19]；
  - 半馬拉松壯年組及全場總季軍：2015年；
  - 全馬拉松壯年組亞軍：2010年[20]；
  - 全馬拉松壯年組及本地跑手冠軍：2023年；
- 澳門旅遊塔長跑賽七連冠[21]；
- 屈臣氏田徑會男子歷史十傑：5000米赛跑（第6位）、3000米障礙跑（第2位）、十公里公路赛跑（第3位）、十五公里公路赛跑（第1位）及半程马拉松（第3位）[22]；
- 第一屆「AXA安盛香港街馬10公里@九龍東」冠軍：2014年[23]
- 第三屆「康宏圖騰跑」（16公里組別）男子單人全場總冠軍：2016年[24]
- ASICS港島10公里賽2017全場總冠軍[25]

## 外部連結
- 紀嘉文在的頁面
- 紀嘉文快樂元朗人
- 我為甚麼跑步──紀嘉文 （页面存档备份，存于）
- 品味蘋果：紀嘉文 最後三公里　好想贏給她看 （页面存档备份，存于） 《蘋果日報》 2012年2月26日
- 紀嘉文的渣馬長跑情 （页面存档备份，存于） 《大公報》 2015年1月25日